# Gus Pope
Augustus Russell "Gus" Pope (Seattle, Washington, 29 de novembre de 1898 – 1953) va ser un atleta estatunidenc, especialista en el llançament de disc, que va competir a començaments del segle xx.
El 1920 va prendre part en els Jocs Olímpics d'Anvers, on va guanyar la medalla de bronze en la prova del llançament de disc del programa d'atletisme.
Quatre anys més tard, als Jocs de París, fou quart en la prova del llançament de disc del programa d'atletisme.

## Millors marques
- llançament de pes. 14,25 (1925)[2]
- llançament de disc. 46,50 metres (1921)[1][2]